# Nornäbban
Nornäbban är en sjö i Kungälvs kommun i Bohuslän och ingår i Göta älvs huvudavrinningsområde. Nornäbban ligger i Svartedalen Natura 2000-område. Sjön är 8 meter djup, har en yta på 0,015 kvadratkilometer och befinner sig 115,8 meter över havet.